# Entedon mera
Entedon mera är en stekelart som beskrevs av Walker 1839. Entedon mera ingår i släktet Entedon och familjen finglanssteklar. Inga underarter finns listade i Catalogue of Life.